# 田中智久
田中 智久（たなか ともひさ）
1. 研究者[1]
2. 写真家。本項。

田中 智久（たなか ともひさ、1985年2月12日 - ）は、日本の写真家、カメラマン。

## 経歴・人物
千葉県松戸市生まれ。高校在学中に友人のカメラを使わせてもらった事から写真に興味を持ち、写真の道を志す。
その後、京都造形芸術大学に入学し、写真や芸術を学び、2009年松濤スタジオに入社し、スタジオマンを経験。
2012年、カメラマン渡辺達生に師事。
2016年から独立しフリーカメラマンとして、人物写真を中心に、雑誌、web、広告などを中心に活動している。
2020年頃から、女性アイドルやタレントの写真集を立て続けに撮影するようになっている。

## 主な作品
- 松井咲子 『咲子』 『delusion』
- 森保まどか 『スコア』 『Lotus』
- 谷川愛梨 『愛梨』
- 鈴木ふみ奈 『Leap』
- 内木志 『various』
- 岩田陽菜『選べないクレヨン』
- 谷口めぐ『可愛さの理由』
- なな茶『なな茶いっぱい』
- 沖侑果『遊泳解禁』
- 鎌田菜月『やさしい日差し』